# Who's Your Servant?
Who's Your Servant? è un film muto del 1920. Il nome del regista non viene riportato. Il film è conosciuto negli Stati Uniti anche come Hari Kari dal titolo della commedia originale di Julian Johnson che debuttò a Broadway il 27 settembre 1913.

## Trama
L'ammiraglio Bancroft non vede di buon occhio il tenente Clifford Bruce che corteggia sua figlia Madeline. Questi, allora, per mantenere segreta la sua relazione con la ragazza, si introduce una notte in casa di Bancroft per recuperare una lettera compromettente scritta a Madeline. Quella stessa sera, però, l'ammiraglio scopre che gli sono stati rubati i piani segreti per una nuova nave da guerra e i suoi sospetti cadono inevitabilmente sul tenente. Madeline, invece, sospetta di Ito, il domestico giapponese.
Convinta della sua colpevolezza, si reca nella stanza di Ito, fingendo di assecondarlo. L'uomo, innamorato di Madeline, si vanta con lei e le mostra le carte rubate. Quando lei cerca di sottrargliele, i due lottano e Ito resta ucciso, pugnalato. La sua morte viene attribuita a un hara-kiri, i piani sono restituiti e l'ammiraglio consente finalmente al fidanzamento tra Madeline e il tenente.

## Produzione
Il film fu prodotto dalla California Motion Picture Corporation. Venne girato in California, a San Rafael.

## Distribuzione
Distribuito dalla Robertson-Cole Distributing Corporation, il film uscì nelle sale cinematografiche USA il 22 febbraio 1920.